# 趙咨 (孫呉)
趙 咨（ちょう し、生没年不詳）は、中国三国時代の呉の人物。字は徳度。荊州南陽郡の人。

## 生涯
博学多識で、いちいちの受け答えに秀でていた。
孫権が呉王になると中大夫に抜擢され、魏と友好関係を築くために使いした。これより趙咨は毎年のように魏に赴くこととなる。
趙咨は曹丕と会い、気に入られた。この時曹丕はからかってやろうと様々に質問して追い詰めようとしたが、趙咨はそれらにうまく受け答えた。魏の人々は趙咨を尊敬して高く評価した。孫権はこれを知って喜び、趙咨を騎都尉に任命した。
また魏に使いした折、曹丕は孫権の主君としての資質を趙咨に問うた。趙咨はまたも見事な回答で孫権の威信を傷つけず、むしろ称揚した。
また、帰国してから孫権に、魏が盟約を守らないだろうから独立して漢を継ぎ新たな元号を定めるよう進言した。

## 物語中の趙咨
羅貫中の『三国志演義』では、大軍を率いて呉に侵攻してきた蜀漢を退けるために、漢中攻撃を魏に要請することを進言、採用されて自らその使者になった。際して孫権に「私と呉の面目を失ってくれるなよ」と言われると、「当然です。失敗したら長江に身を投げてます。どうして生きて呉のお歴々に相まみえられましょう」と自信満々で応えた。が、その策は上奏文を奉った段階で曹丕に見抜かれてしまった。曹丕は趙咨を試して色々と質問した。趙咨は見事にそれに応えて曹丕を感嘆させ、孫権を呉王に封じさせることに成功した。
吉川英治の『三国志』では、鼻のひしゃげた小男として描かれる。同様に大胆な回答で曹丕の好意を引き出し、孫権を呉王にした。